# DJ 4T4
DJ 4T4, ook bekend als King DJ, is het pseudoniem voor Kristof Michiels (26 maart 1973, Leopoldsburg). Hij is reeds actief sinds 1987 als dj en producer en wordt vaak gevraagd als sessie-dj. Begin jaren 90 verhuisde hij van zijn thuishaven Hasselt naar Gent om grafische vormgeving te studeren. In die periode werd hij actiever in de rapmuziek en reisde Vlaanderen rond als party-dj. Regelmatig werd hij ook gevraagd om te scratchen in diverse groepen en projecten.
Zijn eerste plaat 'Do You Believe in Magick?' werd uitgebracht in 1996, onder de naam 'Magik Ballet Ensemble'. Na de opvolger van deze plaat, 'What do you mean', kwam er meer en meer positieve kritiek. Het grote succes kwam er pas in 1998, op het moment dat 'The Prophets of Finance' van naam veranderde naar 't Hof van Commerce, samen met de kompanen Serge Buyse en Flip Kowlier. Deze groep was een van de bands waarvoor DJ 4T4 scratchte.
Rond 2000 verhuisde, onder invloed van het nieuwere muziekgenre dance, de hiphopscene meer naar de achtergrond. 't Hof blijft echter populair, hij blijft dan ook de dj en producer van de groep. Ondertussen werkte hij in 2003 verder aan het danceproject Ultrasonic (7), samen met vocalisten Tom Derie en Nia Saw, alsook techwizzard Uwe Teichert, de groep bestond in totaal uit 8 personen. Met de single 'Lips They Move' haalde hij een nationaal succes. Hierop volgden nog de nummers 'Soul Power', 'Where you at?', 'This Life' en 'All in me', die echter geen hit werden zoals 'Lips They Move'.
Ultrasonic (7) werd in 2005 stopgezet. Het project was boven het hoofd van 4T4 gegroeid die zich ondertussen in Brussel had gevestigd. 4T4 werkte wel verder aan zijn eerste eigen plaat, met zowel bekende als minder bekende gasten en een bijna gelijkaardige line-up als Ultrasonic (7).
Verder deed hij projecten met onder andere The Chop Choy Shaggies, My Velma, Starfighter, Yutakasa en de the Prophets of Finance. Hij verzorgt ook gastoptredens bij Kamikaze, of bij theaterproducties. Ook bewijst hij zijn dj-kwaliteiten op Studio Brussel in 'Hang The DJ'.

## Discografie
- 2004 - Ultrasonic 7 Makes You (S)we(a)t (met Ultrasonic 7)
- 2006 - Fortification (als 4T4)
- 2008 - Music from the Ultravault (als 4T4)
- 2011 - Bare Walkin' (met Ultrasonic 7)
- 2015 - Met voorbedachte rade (als Meneer Michiels)
- 2018 - Klets (als Meneer Michiels)
- 2020 - Wereldburger (als Meneer Michiels)
- 2022 - Union Escapade (als 4T4)

- MusicBrainz: 7b4d9f7e-7d74-4688-8236-c2cadabd5819
- Nederlandse Thesaurus van Auteursnamen: 354884085
- Virtual International Authority File: 305803333